# Ouanary
Ouanary ist eine französische Gemeinde im Übersee-Département Französisch-Guayana im Norden Südamerikas. Mit 200 Einwohnern (Stand 1. Januar 2022) ist Ouanary bevölkerungsmäßig die zweitkleinste Gemeinde in Französisch-Guayana, die kleinste ist St.-Elie.

## Geografie

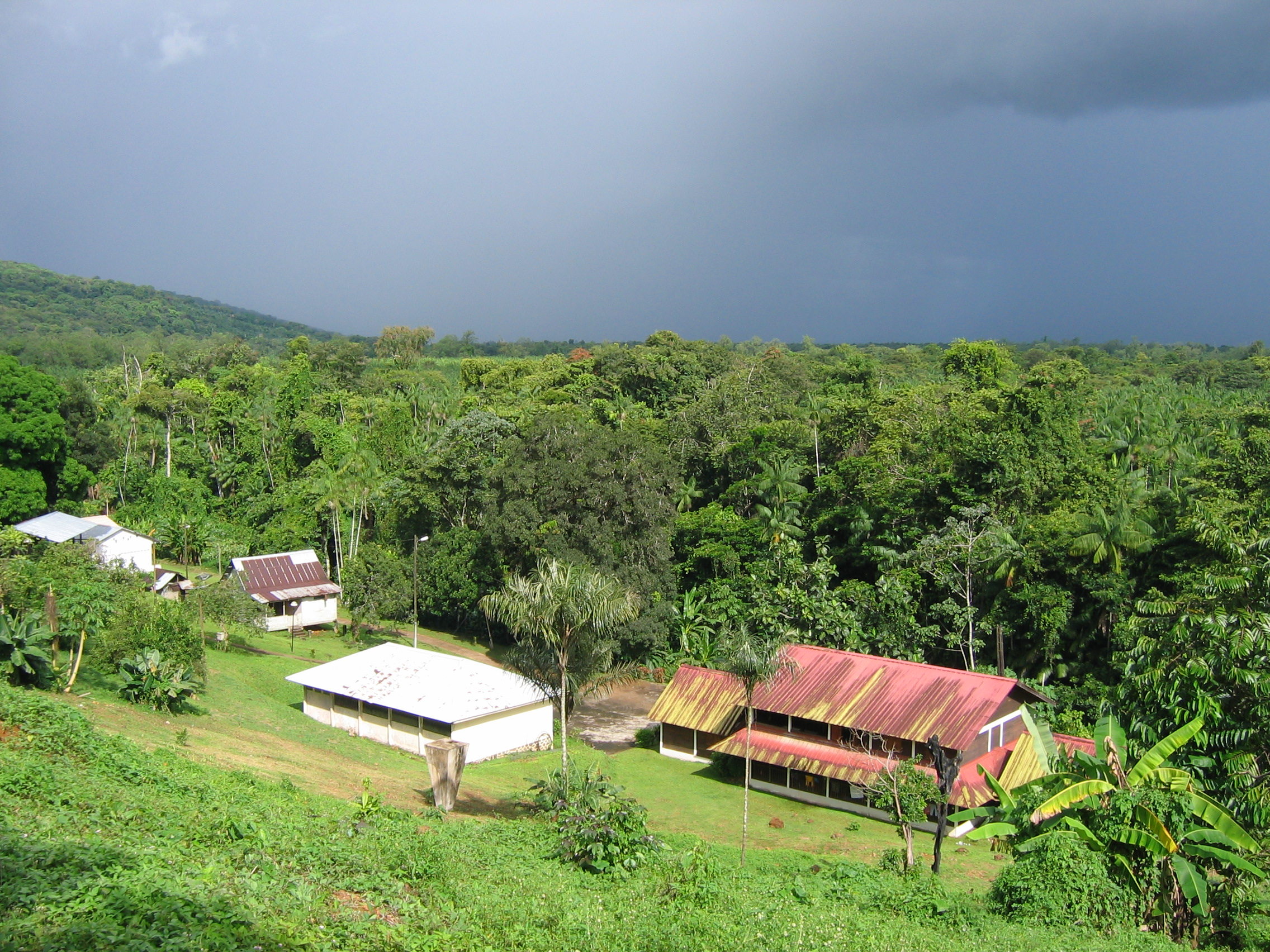

Ouanary liegt im Nordosten von Französisch-Guayana, am kleinen Bächlein Ouanary, welches kurz darauf in den Oyapock mündet. Die Hauptsiedlung liegt auf einer kleinen Lichtung im dicht bewaldeten Bergland von Guayana. Ouanary grenzt im Osten an Brasilien, im Süden an die Gemeinde Saint-Georges, im Westen an Régina und im Norden an den Atlantischen Ozean.